# Fosfoglucomutasi (enzima)
La fosfoglucomutasi è un enzima appartenente alla classe delle isomerasi, che catalizza la seguente reazione:
α-D-glucosio 1-fosfato ⇄ D-glucosio 6-fosfato
L'enzima è in grado di isomerizzare il glucosio 1-fosfato derivante dalla mobilitazione del glicogeno (processo noto come glicogenolisi) a glucosio 6 fosfato, un intermedio glicosidico ed entra nella glicolisi senza ulteriore dispendio di ATP e reazione esochinasica.
La fosfoglucomutasi opera in maniera simile alla fosfoglicerato mutasi, enzima glicolitico, la cui attività è quella di rimuovere un fosfato in posizione 3 da una molecola di  2,3-bisfosfoglicerato, ottenendone una di 2-fosfoglicerato, prodotto finale di reazione. Il fosfato rimosso rimane legato al residuo di istidina dell'enzima, venendo successivamente attaccato alla molecola di 3-fosfoglicerato (substrato della reazione), che così rigenera il 2,3-bisfosfoglicerato in attesa di un nuovo substrato da modificare. La presenza di quantità notevoli di 2,3-bisfosfoglicerato è dunque necessaria perché il residuo di istidina, indispensabile per la reazione, sia sempre fosforilato.
Nel caso specifico della fosfoglucomutasi a interagire con il substrato è un residuo di serina. Come avviene per la chimotripsina e altre proteasi seriniche, anche questo enzima è inibito dal diisopropil fluorofosfato.